# FC Nanumaga

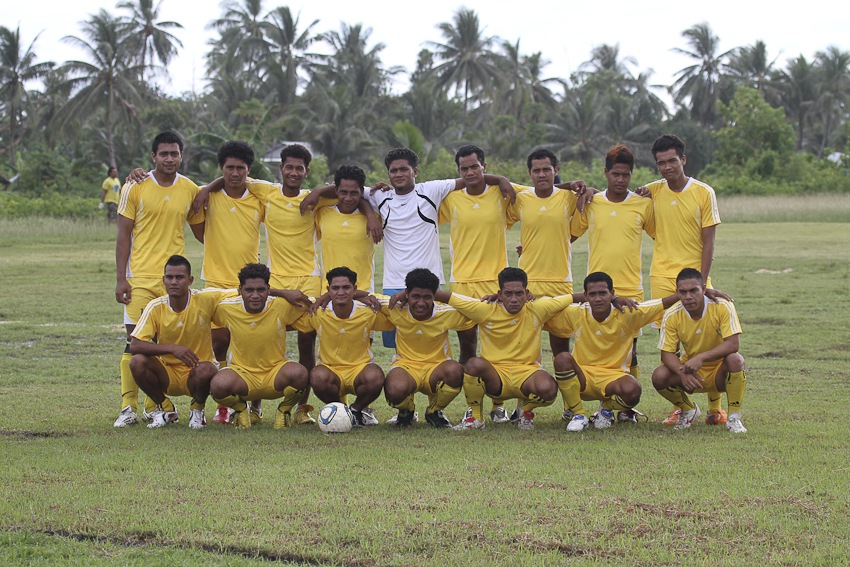
Das Team der Saison 2012/13

FC Nanumaga oder Haʻapai United ist ein 1980 gegründeter tuvaluischer Fußballverein aus Nanumanga. Seine Spiele trägt er wie alle anderen Clubs des Landes im Tuvalu Sports Ground aus. Der Verein spielt in der höchsten Liga Tuvalus, der A-Division. Bislang konnte noch kein Titel gewonnen werden.

## Erfolge
- Tuvalu KnockOut Cup
  - Zweiter Platz (1): 1998[4][3]
- Independence Cup
  - Zweiter Platz (2): 2001, 2002[4][3]
- NBT Cup
  - Zweiter Platz (2): 2008, 2016[4][3]
- Tuvalu Games
  - Zweiter Platz (1): 2014[5][3]